# 金佛山紫菊
金佛山紫菊（学名：Notoseris nanchuanensis）为菊科紫菊属的植物，为中国的特有植物。分布于中国大陆的四川等地，目前尚未由人工引种栽培。